# Charlotte Urfer-Henneberger
Charlotte Urfer-Henneberger (* 17. Juli 1922 in Basel; † 1. Mai 2013 in Basel) war die erste Schweizer Meteorologin. Sie war zuerst am Flughafen Genf-Cointrin tätig und arbeitete später für die Eidgenössische Forschungsanstalt für Wald, Schnee und Landschaft.

## Leben
Charlotte Henneberger wuchs als Tochter von Moriz Henneberger in Basel auf, wo sie das Mädchengymnasium besuchte und die naturwissenschaftliche Richtung wählte. Sie engagiere sich im Militärischen Frauendienst.
An der Universität Basel, an der ETH Zürich und dem Schweizerischen Forschungsinstitut für Hochgebirgsklima und Medizin studierte Henneberger Meteorologie, worin sie am 11. Mai 1948 doktorierte. Das Thema war Tagesgang und Komponenten der Abkühlungsgrösse. Mit ihrer Anstellung an der Meteorologischen Zentralanstalt (MZA), zuerst in Zürich, später als Meteorologin an der Flugwetterwarte des Flughafens Genf, wurde sie die erste Meteorologin der Schweiz. Die damaligen Anstellungsbedingungen der Bundesverwaltung verboten jedoch die Beschäftigung verheirateter Frauen, wodurch Charlotte Urfer-Henneberger ihren Posten nach zwei Jahren 1950 verlor.
Der Umzug nach Zürich brachte grosse Veränderungen. In dieser Zeit veröffentlichte Charlotte Urfer-Henneberger Zeitungsartikel in der Tat über das Wetterphänomene und korrespondierte mit Forschern in benachbarten Wissensgebieten. Nach der Trennung der Ehe zog sie nach Locarno-Muralto und arbeitete unter anderem bei Meteo Swizzera. Ab den frühen 1960ern bis in die 1970er Jahre arbeitete sie für die Schweizerische Anstalt für das Forstliche Versuchswesen und das WSL-Institut für Schnee- und Lawinenforschung SLF. Ihre ausgedehnten Messungen und Untersuchungen der Temperatur- und Windverhältnisse im Dischmatal und die daraus resultierende Theorie überprüfte sie mittels künstlichen Rauchs. Sie schrieb einige Arbeiten und Artikel zu ihren Arbeiten im Davoser Hochtal, welche seither international zitiert werden.
1984 kehrte Charlotte Urfer-Henneberger nach Basel zurück. In den 1990er Jahren beschäftigte sich Charlotte Urfer-Henneberger zusammen mit Walter Schüepp mit den Messreihen der Temperaturen und der Sonnenscheindauer in Basel, wo diese Werte für den Zeitraum 1886 bis 1990 vorlagen. Bis 2002 betreute sie Studenten.

«Wesentliche Beiträge zur Klimatologie der Schweiz stammen von den meteorologischen bzw. geografischen Instituten von Basel (Max Bider, Walter Schüepp, Charlotte Urfer), Bern (Eduard Brückner, Rudolf Wolf, Heinrich Wild), Locarno-Monti (Flavio Ambrosetti, Eleno Zenone), Zürich (Gian Gensler, Walter Kirchhofer, Fritz Mäder, Bernard Primault, Max Schüepp, Heinrich Uttinger) sowie, was die Westschweiz betrifft, von Max Bouët.»

## Arbeiten
- mit Walter Schüepp: Die Sonnenscheindauer in Basel 1886 bis 1990. In: Schweizerische Meteorologische Anstalt (Hrsg.): Arbeitsberichte der SMA. Band 179. SMA, Zürich 1994, S. 50.
- Temperaturverteilung im Dischmatal bei Davos mit Berücksichtigung typischer sommerlicher Witterungslagen. In: Schweizerische Anstalt für das Forstliche Versuchswesen (Hrsg.): Mitteilungen. Band 54. Beer, Birmensdorf 1979, S. 299–412.
- Die Sommerniederschläge im Dischmatal bei Davos. Gebirgsprogramm: 9. Beitrag. In: Schweizerische Anstalt für das Forstliche Versuchswesen (Hrsg.): Mitteilungen. Band 46/2. Beer, Zürich 1970, S. 68–110.
- mit Max Schüepp: Die Windverhältnisse im Davoser Hochtal. In: Arch.Met.Geoph.Biokl., Serie B. Band 12/2, 1963.
- Wind- und Temperaturverhältnisse an ungestörten Schönwettertagen im Dischmatal bei Davos. In: Schweizerische Anstalt für das Forstliche Versuchswesen (Hrsg.): Mitteilungen. Band 40/6, 1964.
- Nachweis der lokalen Strömungsverhältnisse im Dischmatal mit Hilfe der potentiellen Aequivalenttemperatur. In: Schweizerischen Naturforschenden Gesellschaft (Hrsg.): Verhandlungen. Zürich 1964.